# Саид, Весли
Весли́ Саи́д (фр. Wesley Saïd; родился 19 апреля 1995 года в Нуази-ле-Гране, Франция) — французский футболист, нападающий клуба «Ланс».

## Клубная карьера
Весли является воспитанником футбольной академии «Ренна».
За основную команду Саид дебютировал 31 августа 2013 года, выйдя в стартовом составе матча чемпионата против «Лилля». Проведя на поле 73 минуты, молодой нападающий был заменён на Жонатана Питруапу.
В последний день летнего трансферного окна 2014 года Весли был отдан в аренду в «Лаваль», выступающий в Лиге 2.
В июне 2017 года Саид подписал 4-летний контракт с «Дижоном».

## Карьера в сборной
В составе юношеской сборной Франции (до 16 лет) Весли провёл 11 игр, забил 9 мячей. Принимал участие в юношеском чемпионате Европы 2012. Сыграл во всех трёх матчах своей сборной на турнире.